# Lafresguimont-Saint-Martin
Lafresguimont-Saint-Martin è un comune francese di 530 abitanti situato nel dipartimento della Somme nella regione dell'Alta Francia.

## Società

### Evoluzione demografica
Abitanti censiti